# 善惡魔法學院
《善惡魔法學院》（The School for Good and Evil）是由美國小說家蘇曼·查納尼創作的奇幻童話六部曲小說，系列首作於2013年5月12日發行，最後一集於2020年6月2日發行，另有一本手冊。故事前三集的故事背景是一所被稱為善惡學院的魔法學校，蘇菲與阿嘉莎這對好友被送入該校接受訓練，分別被訓練成英雄和反派。故事後三集描寫阿嘉莎與她的愛侶特德羅斯成為卡美洛國王及王后，而蘇菲則成為邪惡的化身，雙方展開宿命的善惡對決。
在第一集出版後不久，環球影業獲得了該系列的真人劇集改編權，2020年，Netflix宣布接手並將該作品改編為電影，由保羅·費格執導。

## 評價
系列首作佳評如潮，受到《衛報》、《邁阿密先驅報》的好評。

## 外部連結
- 官方网站